# 富兰克林·德拉诺·罗斯福三世
富兰克林·德拉诺·罗斯福三世（英語：Franklin Delano "Frank" Roosevelt III，1938年7月19日—）是美国经济学者和富兰克林·德拉诺·罗斯福总统的孙子。

## 家族
罗斯福是小富兰克林·德拉诺·罗斯福和埃塞尔·杜邦的儿子。他出生于他祖父第二个总统任期内。他弟弟是克里斯托弗·杜邦·罗斯福（生于1941年）。
他于1962年6月18日和格雷斯·R·古德耶尔结婚，他们育有三个孩子：菲比·路易莎·罗斯福（生于1965年2月25日）、 尼古拉·马丁·罗斯福（生于1966年6月8日）和艾米莉亚·罗斯福（艾米）（生于1966年6月8日），艾米是一名小提琴家。他是曼哈顿国家学院的董事会成员。
在罗斯福的提议和努力下，在曼哈顿河滨公园建造了一座埃莉诺·罗斯福纪念碑。

## 事业
1961年，罗斯福取得耶鲁大学经济学文学士，1968年取得哥伦比亚大学硕士学位，和新学院哲学博士。他的博士论文题目是“迈向剑桥学派的马克思主义的批判”。他的工作主要集中相结合马克思主义和资本主义在试图使现代经济体系更加“公平”和并太容易出现“赢家通吃”。自1977年以来，他一直在莎拉劳伦斯学院当教师，他在1988-1990年和1991-1993年主持社会科学院。
他是一本经济学导论著作的合著者：
- Bowles, Samuel; Richard Edwards, and Frank Roosevelt.  第3版. 牛津大学出版社. 2005. ISBN 0-19-513865-1.

罗斯福曾于2010年12月在尼尔·卡武托的节目上讨论社会保障问题。